# Ломцы
Ломцы — посёлок сельского типа в составе Грачёвского сельского поселения Залегощенского района Орловской области России.

## География
Расположен в лесистой местности на правом берегу реки Паниковец, по обеим сторонам автодороги Залегощь — Сетуха — Мценск, в километре от сельского административного центра села Грачёвки.

## Название
Название «Ломцы» получено от географического термина лом, лома, лама — низменное место, покрытое лесом или кустарником, пойменный луг, или бурелом, завалы поваленного леса. Другое название «Архангельское» — по храму Михаила Архангела.

## История
Первоначально поселение образовалось на левом берегу реки Паниковец. Вблизи на пригорке была построена деревянная церковь во имя Архангела Михаила и устроено приходское кладбище. В 1827 году церковь сгорела. Сгорел и весь церковный архив. Поэтому данных о возникновении прихода не сохранилось как не осталось и народных преданий. В том же году на средства приходских помещиков Голицына и Сухотина был построен каменный храм того же имени с приделом во имя Космы и Дамиана. Около церкви находились дома причта, а рядом близ храма небольшая деревня Грачёвка. Постепенно поселение около церкви разрослось и так как территориально церковь находилась на месте деревни статус села перешёл к Грачёвке. А Ломцы остались небольшим посёлком на правом берегу реки. В письменных источниках Ломцы как деревня упоминается в ПКНУ (писцовой книге Новосильского уезда) за 1646 год. С 1885 года в селе существовала школа грамоты, в 1915 — церковно-приходская. Приход состоял из самого села, сельца Ржавец (господский дом Ржавец), Кочеты и деревень: Грачёвки, Ивани (Шелкановки, Ивановки), Казинки (прежнее название Ржавцы), Марьиной, Треханетовой. 

## Население
| Годы      | 1857 | 1859 | 2010 |
| --------- | ---- | ---- | ---- |
| Население | 828  | 325  | 41   |